# Zsírszakáll (South Park)
A Zsírszakáll (Fatbeard) a South Park című rajzfilmsorozat 188. epizódja (13. évad 7. része). Először 2009. április 22-én sugározták az Egyesült Államokban. Magyarországon 2010. január 1-jén mutatta be az MTV.

## Cselekmény
Az iskola étkezőjében Cartman kijelenti, hogy a hírekből hallotta, hogy Szomáliában még vannak kalózok, ezért elhatározta, hogy összegyűjt néhány gyereket, akikkel Szomáliába szöknek, hogy kalóznak állhassanak. Kyle örül annak, hogy Cartman el akar tűnni Afrikába, ezért támogatja az ötletét. Ezen felbuzdulva Cartman kijelenti a sulirádióban, hogy újoncokat toboroz leendő kalózalakulatába. Butters, Ike, Clyde és egy Kevin nevű gyerek csatlakozik Cartmanhez. A gyerekek kalózruhákba bújnak és elindulnak Szomáliába.
Repülővel mennek Kairóba (mindenki repülőjegyét Cartman fizette ki az anyja hitelkártyájával), ezután busszal Szomáliába indulnak. Megérkezve az országba, a fiúk elcsüggednek, ugyanis a csillogó vízesések és a drága zsákmányok helyett egy nagyon szegény országot találnak. Cartman nem hagyja annyiban a dolgot, és elhatározza, hogy felkutatja a szomáliai kalózokat. Egy lebujban találnak a kalózokra, akik el is fogják és elvezetik őket. Cartman és a többiek azt hiszik, hogy egy kalózhajóhoz mennek, hogy azt átadják nekik. Viszont a szomáliaiak váltságdíjat akarnak szerezni a gyerekekért cserébe. Motorcsónakba rakják őket és elindulnak a tengeren, míg találnak egy francia hajót. Cartmanék azt hiszik, hogy ez lesz az a hajó, amit ki fognak fosztani, ám a kalózok bejelentik a hajókon tartózkodóknak, hogy fizessék ki a pénzt a gyerekekért cserébe. A hajóskapitány kifizeti a váltságdíjat és felviszi a hajóra a gyerekeket. Cartmanék azt gondolják, hogy sikerült elfoglalniuk a hajót, ezért felszólítja a legénységet, hogy hagyják el azt. A franciák nem akarnak engedelmeskedni, de amikor Kevin előránt egy játék fénykardot, mindnyájan mentőcsónakba szállnak. Cartmanék az újdonsült hajójukat bekormányozzák a szomáliai kikötőbe. Az ott lévő banditák tisztelni kezdik Cartmanékat, és Cartman megtanítja nekik, hogyan viselkedjenek igazi kalózként.
Eközben South Parkban Kyle szülei nagyon elkeseredettek, mert a fiúk, Ike is kalóznak állt. Kyle ezért elhatározza, hogy Szomáliába megy és hazahozza az öccsét. Ezalatt az ENSZ beszél az amerikai kormánnyal, miszerint a szomáliai kalózkodásoknak véget kell vetni.
Szomáliában Butters és Ike rájön, hogy nem olyan jó dolog kalóznak lenni, és elhatározzák, hogy hazatérnek Amerikába. Eközben megérkezik az országba Kyle is, de Cartman és a kalózok fogságba ejtik őt. Cartman nem engedi, hogy a fiúk hazatérjenek, ezért a szomáliai kalózokkal fegyvert fogat rájuk. Viszont ebben a pillanatban megérkezik az amerikai hadsereg, és lemészárolják az összes néger kalózt. Cartman így elveszíti a hatalmát, és kénytelenek lesznek hazatérni.

## Utalások

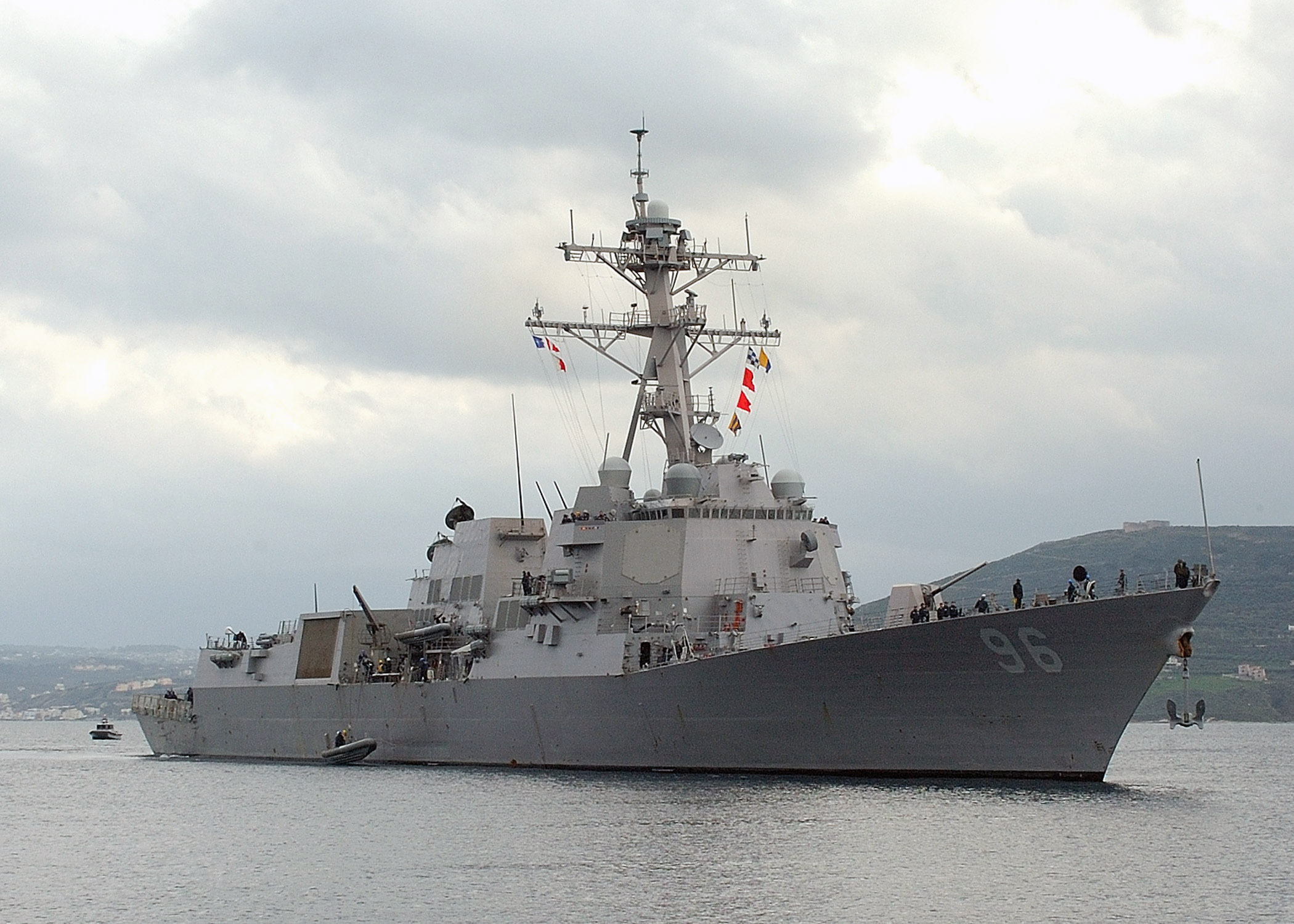
A USS Bainbridge

- Az epizód a Szomáliában történt eseményeket parodizálja, ugyanis 2009. őszén az ottani kalózok elfoglaltak egy amerikai hajót, az MV Maersk Alabama elnevezésűt, és váltságdíjat követeltek Richard Phillips kapitányért cserébe. A USS Bainbridge-en állomásozó SEAL mesterlövészek egy kivételével az összes kalózt megölték, erre utalás is van az epizód utolsó jelenetében.
- Az epizód címe utalás Blackbeardre, vagyis Feketeszakállra, a híres angol kalózra, aki a 17. és 18. században tevékenykedett.
- Ike azt írja levelében, hogyha még egyszer hall valamit Susan Boyleról, akkor "kihányja a heréit". Susan Boyle, a skót amatőr énekesnő az epizód bemutatása idején vált híressé a Csillag születik című magyar tehetségkutató műsor brit változatában. Boyle a Les Misérables című musical I Dreamed a Dream című számával érte el a világsikert.
- Az epizódban szereplő díszlet és zene hasonló, mint amit A Karib-tenger kalózai elnevezésű Disneylandben található barlangvasúton, és a vele összekapcsolódó filmben láthatunk.
- Az hogy a franciák milyen könnyen megadták magukat Cartman csapatának, utalás a hírhedt francia sztereotípiára. A sztereotípia oka az, hogy Franciaország meglepően gyorsan megadta magát a német csapatoknak a második világháborúban.
- Kevin játék fénykardja utalás a Star Wars filmekre, melyben a Jedik fegyvere a fénykard. Kevin vonzódása a Star Wars filmekhez, először A Gyűrűk Ura videókazetta visszatérése a Két torony videotékába című epizódban tűnt fel amiben a fiú birodalmi rohamosztagosnak öltözött.

## Érdekességek
- Richard Phillips, a korábban elrabolt hajó kapitánya egy másik hajóról felvette a kapcsolatot a South Park készítőivel, hogy elmondja véleményét az epizódról. Jonathan Sieg, az USS Bainbridge egyik tisztje ezt írta: "Mindnyájan nagy rajongói vagyunk a South Parknak a hajón - a kapitánytól a matrózokig -, és amikor tudomást szereztünk az epizódról, az egyből felkeltette az érdeklődésünket, és már alig vártuk, hogy megtekintsük.

## Bakik
- Cartman azt mondja, hogy zsidók nem jelentkezhetnek nála kalóznak, de Ike mégis bekerül a csapatba. Igaz a fiú etnikailag nem zsidó, de vallásilag igen.
- Cartman állítólag utálja a kisebbségieket (itt feketék), de nem zavarja a történetben.

## Külső hivatkozások
- Zsírszakáll Archiválva 2009. december 16-i dátummal a Wayback Machine-ben a South Park Studios hivatalos honlapon
- Zsírszakáll az Internet Movie Database oldalon (angolul)